# Otto Sauter-Sarto
Otto Sauter-Sarto, geboren als Otto Sauter (* 29. April 1889 in München; † 19. Januar 1958 in Berlin) war ein deutscher Schauspieler.

## Leben
Otto Sauter erhielt unmittelbar nach seinem Schulabschluss 1908 seine künstlerische Ausbildung beim Hofschauspieler Otto König und am Königlichen Hof- und Nationaltheater im heimatlichen München. Sein erstes Engagement brachte ihn am 1. Oktober 1908 an das Stadttheater von Speyer; es folgten Verpflichtungen im Stadttheater am Brausenwerth in Elberfeld und recht bald auch in Berlin.
Abgesehen von einigen wenigen Ausflügen zum Stummfilm blieb Sauter-Sarto dem Zelluloidmedium bis zum Anbruch der Tonfilm-Ära weitgehend fern. Ausgestattet mit einem markanten, kompakten Charakterkopf ließ man den stämmigen Bayern oftmals dickschädelige, kantige Bajuwaren spielen: in dramatischen Stoffen, vor allem aber in Schwänken, Lustspielen und Komödien. Besonders im Dritten Reich war er gut beschäftigt, die Größe seiner Rollen kam nur selten über das Chargenformat hinaus.
Seine Karriere nahm seit der Frühzeit des Zweiten Weltkriegs nachhaltig Schaden, nachdem der verheiratete, zweifache Familienvater 1940 wegen Verstoßes gegen § 175 (Homosexualität) zu 400 Reichsmark Strafe verurteilt worden war. Sauter-Sarto verließ daraufhin Berlin und spielte bis zur Schließung aller Bühnen im Spätsommer 1944 wieder Theater; so 1941–1943 am Raimundtheater in Wien und zuletzt (1943/44) an den Städtischen Bühnen Hannover. Sauter-Sarto stand 1944 in der Gottbegnadeten-Liste des Reichsministeriums für Volksaufklärung und Propaganda.
Nach dem Krieg kehrte er kurz nach München zurück, hatte aber in der Folgezeit beträchtliche Mühe, Engagements oder Filmrollen zu bekommen und versuchte, sich mit Gastspielen über Wasser halten. Seine letzten Auftritte vor der Kamera absolvierte er in DEFA-Produktionen, wo er winzige Rollen als Honoratior vom Dienst erhielt.

## Filmografie (Auswahl)
- 1920: Leute ohne Kinder
- 1920: Das schwarze Boot
- 1922: Der böse Geist Lumpaci Vagabundus
- 1929: Katharina Knie
- 1930: O Mädchen, mein Mädchen, wie lieb’ ich Dich!
- 1932: Das Blaue vom Himmel
- 1933: Johannisnacht
- 1933: Die Stimme der Liebe
- 1933: Zu Straßburg auf der Schanz’
- 1934: Hanneles Himmelfahrt
- 1934: Die Czardasfürstin
- 1934: Rosen aus dem Süden
- 1934: Die Liebe siegt
- 1934: Der Vetter aus Dingsda
- 1934: Jungfrau gegen Mönch
- 1935: Mach’ mich glücklich
- 1935: Künstlerliebe
- 1935: Liebeslied
- 1935: Der mutige Seefahrer
- 1936: Schabernack
- 1936: Inkognito
- 1936: Fridericus
- 1937: Liebe kann lügen
- 1937: Zwei mal zwei im Himmelbett
- 1938: Schüsse in Kabine 7
- 1938: Rätsel um Beate
- 1938: Jugend
- 1938: Eine Frau kommt in die Tropen
- 1938: Pour le mérite
- 1938: Ich bin gleich wieder da
- 1939: Das Ekel
- 1939: Eine Frau wie Du
- 1939: Die goldene Maske
- 1939: Sommer, Sonne, Erika
- 1940: Bal paré
- 1940: Liebesschule
- 1940: Der Sündenbock
- 1941: Die schwedische Nachtigall
- 1941: Der Weg ins Freie
- 1944: Seinerzeit zu meiner Zeit
- 1949: Liebe 47
- 1955: Der Ochse von Kulm
- 1956: Thomas Müntzer – Ein Film deutscher Geschichte
- 1956: Die Millionen der Yvette